# ワイルド・カウ・ミルキング

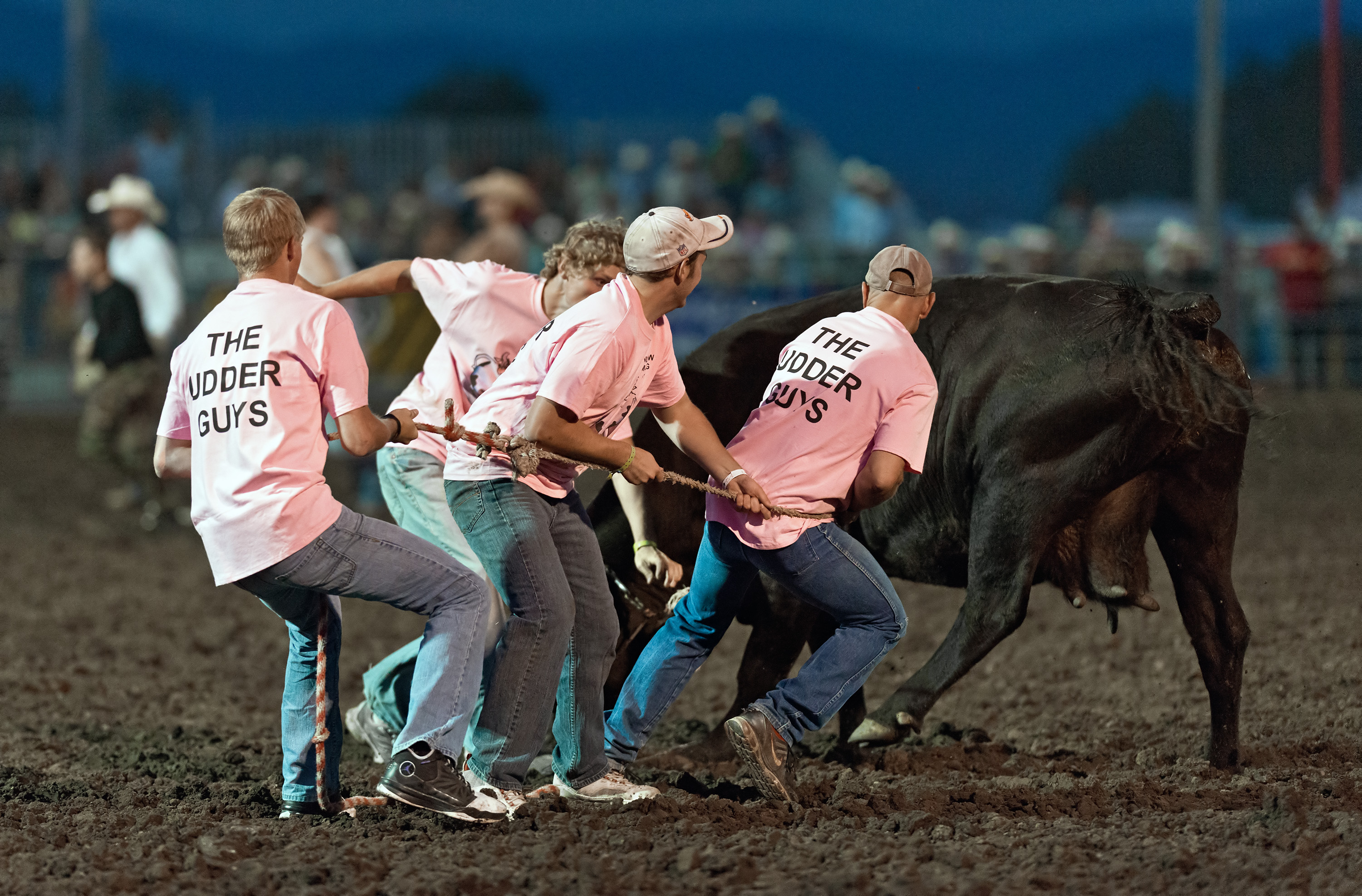
ミルキングチーム

ワイルド・カウ・ミルキング(英語: wild cow milking)とは、米国で行われるロデオの一種。主に牧場で行われる。
乳牛ではなく、通常放牧されており搾乳されることのない肉牛(半野生のウシ。Wild Cow)からいかに速く搾乳するかを競う競技である。
確認できる最も古い記録は1924年のものであり、少なくともその頃から存在している。

## ルール
4人が1チームとなり競技を行う。

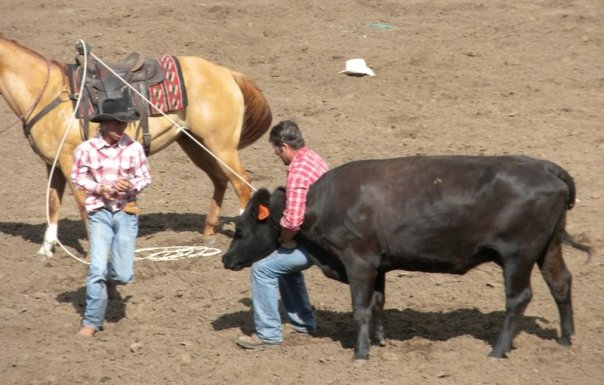
ロープで縛り付け、頭をロックして動きを止める

メンバーは役割分担がなされており、最も一般的な割り振りは頭を押さえる「路上強盗」二人、ロープでウシを固定する「投錨者」、そして搾乳を行う「搾乳者」である。
1ゲームは2分間で、最も速くボトルに牛乳を取得し、それを持ってゴールラインへ到着したチームが勝者となる。
ロデオの例に漏れず、ワイルド・カウ・ミルキングも危険な競技であり、暴れるウシに踏みつけられたり、ウシにロープごと引きずり回されることもある。

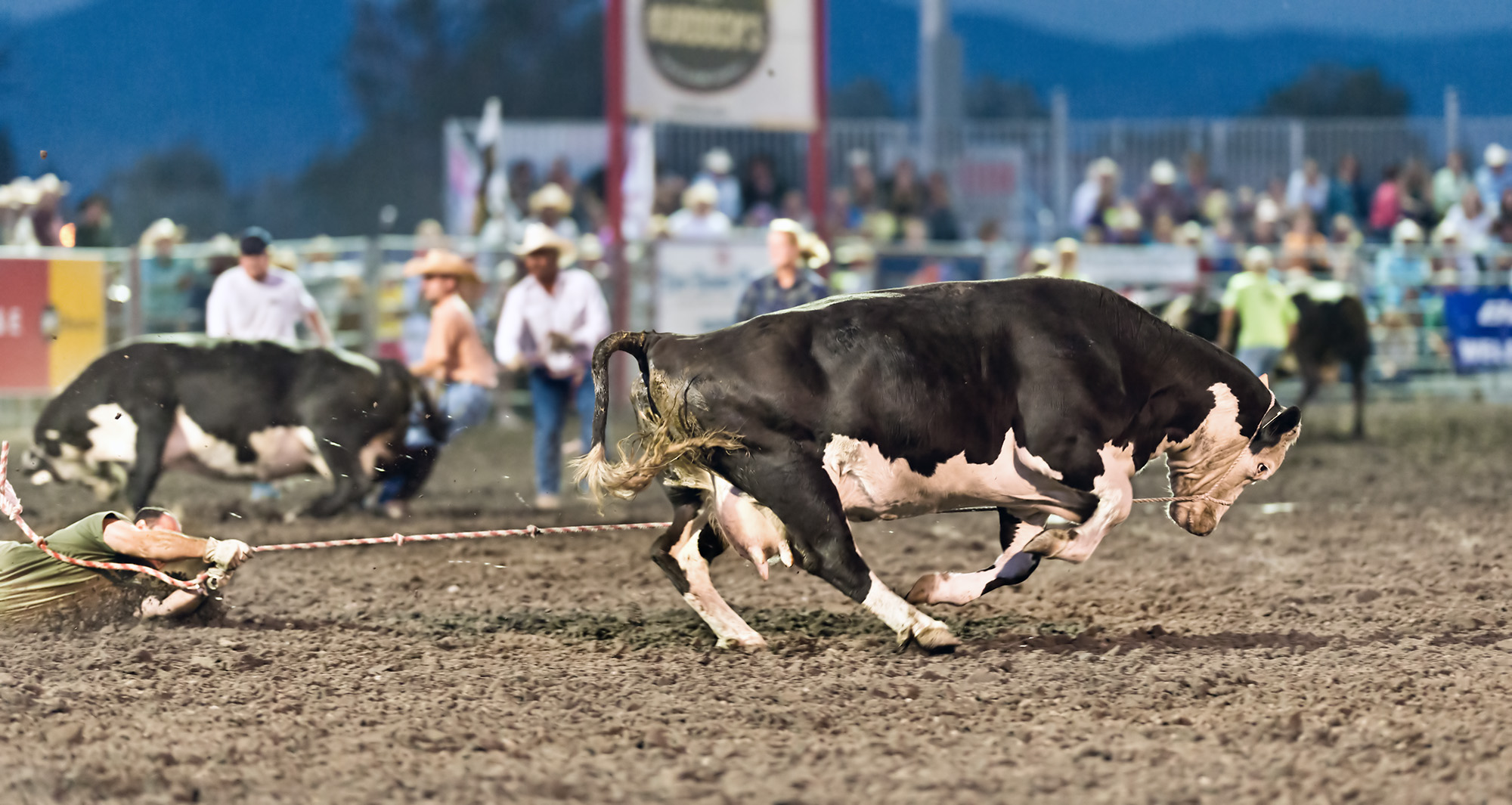
ウシに引きずられる競技者

## 反対運動
In Defence ofAnimalsなどの動物虐待に反対する団体は、ワイルド・カウ・ミルキングを「最も虐待的で馬鹿げた行為の1つ」と批判している。
こうした団体や市民からの批判を受け、カルフォルニア州サンフランシスコや、オークランドアラメダの理事会はワイルド・カウ・ミルキングの中止を決定した。